# R-50
R-50
- 用途：農業・その他
- 分類：無線操縦ヘリコプター
- 製造者：ヤマハ発動機
- 生産開始：R-50(L09):1987年
R-50(L12):1991年
- 運用状況：運用中

R-50エアロロボットは、ヤマハ発動機で開発された、多目的無線操縦ヘリコプターである。

## 開発
1980年に農林水産省の外郭団体である（社）農林水産航空協会では農薬散布作業の省力化を目的として遠隔操作による米海軍の艦載無人対潜ヘリコプターのQH-50 DASHを参考に二重反転ローター式無線操縦ヘリコプターである遠隔誘導式小型飛行散布装置の開発に着手して、エンジンの提供を契機としてヤマハ発動機が開発に参加して進められた。
1983年に再設計を開始して1984年に二重反転ローター式のRCASS1号機が完成したものの、安定性が良くなく、実用性に欠けていた。1986年に開発が終了した。1987年にRCASS2号機が初飛行した。開発期間中に1号機と2号機が製造された。
二重反転ローター式での開発が難航していたので1985年から並行して趣味用の無線操縦ヘリコプターの開発で実績のあったヒロボーが計画に参加してオーソドックスなテールローターを装備した形式に変更して開発が進められ、1987年にR-50が完成した。

## 派生型

### R-50(L09)
1987年12月からモニター販売された。

### R-50(L12)
1991年から販売開始、R-50(L09)の信頼性を向上、レーザー高度計による高度制御装置「YOSS(Yamaha Operator Support System)」を搭載したが、1992年に地表の凹凸に過敏な反応を示す事等が原因で廃止。その後、光ファイバジャイロスコープによる姿勢制御装置「YACS(Yamaha Attitude Control System)」を1995年に市場導入した結果、幅広く受け入れられた。

## 性能・主要諸元
無人ヘリコプター
- エンジン：水冷・2サイクル・OHV・水平対向2気筒・98cc・12ps[7]
- ロータ含む全長:3580mm
- 全幅:720mm
- 全高:1080mm
- メインロータ径:3070mm
- テールロータ径:520mm
- 運用自重:44kg
- 積載量:20kg
- 全備重量:65kg
- 姿勢安定装置:ジャイロ安定式 YACS(YAMAHA Attitude Control System)

## 比較
| 機体名称 | RCASS               | R-50               | YH-300        | RMAX               | FAZER              | RPH-2              |
| -------- | ------------------- | ------------------ | ------------- | ------------------ | ------------------ | ------------------ |
| 積載量   | 10kg                | 20kg               | 30kg          | 30kg               | 30kg               | 100kg              |
| 内薬剤   |                     | 10kg               | 24kg          | 24kg               | 30kg               | 60kg               |
| 飛行時間 |                     | 30分               | 40分          | 60分               | 60分               | 60分               |
| 全長     | 1.40m               | 3.58m              | 3.95m         | 3.63m              | 3.66m              | 5.6m               |
| 回転翼径 | 2.60m               | 3.07m              | 3.38m         | 3.12m              | 3.12m              | 4.8m               |
| 全高     | 1.8m                | 1.08m              | 1.15m         | 1.08m              | 1.08m              | 1.8m               |
| 自重     | 80kg                | 44kg               | 58kg          | 58kg               | 70kg               | 230kg              |
| 全備重量 | 100kg               | 65kg               | 95kg          | 94kg               | 100kg              | 330kg              |
| 原動機   | 水冷2サイクル単気筒 | 水冷2サイクル2気筒 | 空冷2サイクル | 水冷2サイクル2気筒 | 水冷4サイクル2気筒 | 水冷2サイクル3気筒 |
| 排気量   | 292cc               | 98cc               | 248cc         | 246cc              | 390cc              | 679cc              |
| 出力     | 28hp                | 12hp               | 21hp          | 21hp               | 25.6hp             | 83.5hp             |
| メーカー | 神戸技研            | ヤマハ発動機       | ヤンマー      | ヤマハ発動機       | ヤマハ発動機       | 富士重工           |